# Jabal Umm ad Dami
Jabal Umm ad Dami, în istoricul Wadi Rum, este cel mai înalt munte din Iordania. Altitudinea lui este de 1.854 de metri este în concordanță cu datele SRTM. Acesta este situat la 29°18′30″N 35°25′45″E / 29.30833°N 35.42917°E, aproape de granița cu Arabia Saudită în Guvernoratul Aqaba al Iordaniei.